# مغسي (فتح أباد)
مغسي (بالفارسية: مگسی) هي قرية تقع في إيران في Fathabad Rural District. يقدر عدد سكانها بـ 66 نسمة بحسب إحصاء 2016.